# Lijst van voetbalinterlands IJsland - Nederland (vrouwen)
Deze lijst van voetbalinterlands is een overzicht van alle voetbalwedstrijden tussen de nationale vrouwenteams van IJsland en Nederland. IJsland en Nederland hebben twaalf keer tegen elkaar gespeeld. De eerste wedstrijd was op 26 september 1993 in Reykjavik.

## Wedstrijden
| №  | Plaats     | Datum             | Competitie           | Wedstrijd           | Uitslag |
| -- | ---------- | ----------------- | -------------------- | ------------------- | ------- |
| 1  | Reykjavik  | 26 september 1993 | EK 1995 kwalificatie | IJsland − Nederland | 2 − 1   |
| 2  | Rotterdam  | 24 september 1994 | EK 1995 kwalificatie | Nederland − IJsland | 0 − 1   |
| 3  | Reykjavik  | 7 oktober 1995    | EK 1997 kwalificatie | IJsland − Nederland | 2 − 0   |
| 4  | Den Ham    | 5 juni 1996       | EK 1997 kwalificatie | Nederland − IJsland | 0 − 2   |
| 5  | Zwolle     | 12 april 2006     | Vriendschappelijk    | Nederland − IJsland | 2 − 1   |
| 6  | Kópavogur  | 25 april 2009     | Vriendschappelijk    | IJsland − Nederland | 1 − 1   |
| 7  | Växjö      | 17 juli 2013      | EK 2013              | Nederland − IJsland | 0 − 1   |
| 8  | Kópavogur  | 4 april 2015      | Vriendschappelijk    | IJsland − Nederland | 2 − 1   |
| 9  | Doetinchem | 11 april 2017     | Vriendschappelijk    | Nederland − IJsland | 4 − 0   |
| 10 | Albufeira  | 5 maart 2018      | Vriendschappelijk    | IJsland − Nederland | 0 − 0   |
| 11 | Reykjavik  | 21 september 2021 | WK 2023 kwalificatie | IJsland − Nederland | 0 − 2   |
| 12 | Utrecht    | 6 september 2022  | WK 2023 kwalificatie | Nederland − IJsland | 1 − 0   |

## Samenvatting
| Competitie        | Totaal gespeeld | Winst IJsland | Gelijk | Winst Nederland | Doelsaldo IJsland – Nederland |
| ----------------- | --------------- | ------------- | ------ | --------------- | ----------------------------- |
| EK-eindronde      | 1               | 1             | 0      | 0               | 1 − 0                         |
| EK-kwalificatie   | 4               | 4             | 0      | 0               | 7 − 1                         |
| WK-kwalificatie   | 2               | 0             | 0      | 2               | 0 − 3                         |
| Vriendschappelijk | 5               | 1             | 2      | 2               | 5 − 8                         |
| Totaal            | 12              | 6             | 2      | 4               | 13 − 12                       |